# Julus blainvillei
Julus blainvillei är en mångfotingart som beskrevs av Leguillou 1841. Julus blainvillei ingår i släktet Julus och familjen kejsardubbelfotingar. Inga underarter finns listade i Catalogue of Life.